# 成田晴風
成田 晴風（なりた はるせ、2006年2月27日 - ）は、青森県南津軽郡大鰐町出身のプロ野球選手（投手）。埼玉西武ライオンズ所属。

## 経歴

### プロ入り前
大鰐町立大鰐小学校3年生のときに『あじゃらベースボールクラブ』で野球を始め、大鰐町立大鰐中学校では軟式野球部に所属した。
弘前工業高校へ進学すると、1年春からベンチ入り。入学時は最速135km/hほどであったが、徹底的に下半身を鍛え、1年時から最速140km/hを超え、1年秋からは背番号1を付けた。3年夏の県大会では2回戦で八戸学院光星と対戦し、中澤恒貴に本塁打を打たれるなど敗れたものの、強力打線から9つの三振を奪う力投を見せた。高校時代の最速は150km/h。
2023年10月26日に開催されたドラフト会議にて、埼玉西武ライオンズから4位指名を受けた。11月7日に契約金4000万円・年俸650万円（金額はいずれも推定）で仮契約。背番号は41に決まった。

### 西武時代
2024年、6月に首の不調から検査した結果右第5頚椎神経根症と診断され、7月10日に頸椎内視鏡下椎弓切除術を行ったことと復帰に6か月以上かかることが11日に球団から発表された。

## 選手としての特徴
身長185cmから投げ下ろすストレートは回転数が多く、伸びがある。高校時代の最速は150km/h。
変化球はツーシーム・スライダー・カットボール・カーブ・フォークを操る。

## 人物
両親はミニトマトとアスパラガスを栽培する農家であり、父はやり投げの元国体選手、母はハードル競技で活躍した“陸上一家”でもある。
小学生の頃は野球だけでなく、陸上競技や大鰐町で盛んなスキーの距離競技で身体を鍛えた。

## 詳細情報

### 背番号
- 41（2024年 - ）